# Peter Ravald
Peter Ravald (* 15. Dezember 1944) ist ein britischer Langstrecken- und Bergläufer. Er hielt den Weltrekord im Halbmarathon und gewann das Rivington Pike Fell Race.
Ravald brach den Halbmarathon-Weltrekord von Ron Hill im Juni 1966, als er den Freckleton Halbmarathon in einer Zeit von 1:05:42 gewann.
Am stolzesten ist Ravald laut eigenen Angaben bei Facebook jedoch auf den Sieg bei seinem örtlichen Berglauf in Rivington Pike. In den Jahren 1964 und 1967 hatte Ravald den dritten Platz erreicht. Im Jahr 1977 wurde Ravald Zweiter zwischen dem Erstplatzierten Alan Blinston und Jeff Norman. 1979 gewann er schließlich das Rennen.
Im Jahr 2018 kandidierte Ravald als unabhängiger Kandidat im Wahlbezirk Lever Park für die Stadtratswahl in Horwich. Er wurde mit nur sieben Stimmen Vorsprung knapp Zweiter.